# Wymeer
Wymeer (Nederlands, verouderd: Wijmeer) is een dorp in het Duitse deel van het Reiderland. Het ligt tegen de Nederlandse grens. Bestuurlijk maakt het deel uit van de gemeente Bunde.
De oudste vermelding van de naam Wymaria dateert uit 1319 als het  klooster Dünebroek zodanig wordt genoemd. Deze commanderij van de Johanniter Orde heeft veel invloed gehad in dit deel van het Reiderland. Het gelijknamige dorp moest in de late middeleeuwen meermaals verplaatst worden in verband met de steeds groter wordende Dollard.
De naam komt ook voor als Wynnamor (ca. 1475), Wimaria (1500), Winnemer (ca. 1550) en Wymehr (1577). Hij is mogelijk verwant met namen als Winschoten, Wynham en Wynedaham. De uitgang -mari verwijst waarschijnlijk naar 'moeras'; de wortel wi(ne) kan ontleend zijn aan een persoonsnaam Wine, aan een 'gewijde plek' of het zou om een afgesleten vorm van *winithi- 'wei- of hooiland' kunnen gaan.
Wymeer heeft een hervormde kerk uit 1886 en een Baptistenkapel uit 1900. Even ten zuidoosten van het dorp ligt een hoogveenreservaat, het Hochmoor Wymeer, een van de laatste restanten van het Bourtangermoeras.